# Victoire de l'album de chansons, variétés
La Victoire de l'album de chansons, variétés de l'année est une récompense musicale française décernée annuellement lors des Victoires de la musique depuis 2001. Elle vient primer le meilleur album de chansons ou variétés selon les critères d'un collège de professionnels.

## Palmarès

### Années 2000
- 2001 : Chambre avec vue de Henri Salvador
  - Cool Frénésie de Rita Mitsouko
  - Corps et armes d'Étienne Daho
  - Embarquement immédiat de Claude Nougaro
  - Marcher dans le sable de Gérald de Palmas

- 2002 : Avril de Laurent Voulzy
  - Comm'si la terre penchait de Christophe
  - Kékéland de Brigitte Fontaine
  - La Zizanie de Zazie
  - Supernova superstar de Sinclair

- 2003 : Boucan d'enfer de Renaud
  - Entre deux de Patrick Bruel
  - À la vie, à la mort de Johnny Hallyday
  - De l'amour le mieux de Natasha St-Pier

- 2004 : Les Risques du métier de Bénabar
  - Le Plaisir d'Alain Chamfort
  - Réévolution d'Étienne Daho
  - Les Secrets des oiseaux de Lynda Lemay

- 2005 : Qui de nous deux ? de M
  - Les Beaux Dégâts de Francis Cabrel
  - 3 de Calogero
  - Carnets de bord de Bernard Lavilliers

- 2006 : Caravane de Raphael
  - Reprise des négociations - Bénabar
  - La Femme chocolat - Olivia Ruiz
  - La Vie Théodore - Alain Souchon

- 2007 : Le Soldat rose de Louis Chedid
  - Les Piqûres d'araignées - Vincent Delerm
  - Charango - Yannick Noah
  - Exactement - Sanseverino

- 2008 : Divinidylle de Vanessa Paradis
  - Amor Doloroso de Jacques Higelin
  - Variéty des Rita Mitsouko
  - Totem de Zazie

- 2009 : Bleu pétrole d'Alain Bashung (2)
  - Infréquentable de Bénabar
  - Music Hole de Camille
  - Quinze Chansons de Vincent Delerm

### Années 2010
- 2010 : La Superbe de Benjamin Biolay
  - IRM de Charlotte Gainsbourg
  - Mister Mystère de M
  - Welcome to the Magic World of Captain Samouraï Flower de Pascal Obispo

- 2011 : Causes perdues et musiques tropicales de Bernard Lavilliers
  - Ben l'Oncle Soul de Ben l'Oncle Soul
  - On ne dit jamais assez aux gens qu'on aime qu'on les aime de Louis Chedid
  - On trace la route de Christophe Maé

- 2012 : Suppléments de mensonge d'Hubert-Félix Thiéfaine
  - Ilo Veyou de Camille
  - Blonde de Cœur de pirate
  - Ring n' Roll de Catherine Ringer

- 2013 : La Place du fantôme de la Grande Sophie
  - Vengeance de Benjamin Biolay
  - L'amour fou de Françoise Hardy
  - Îl de M

- 2014 : √ de Stromae
  - Les chansons de l'innocence retrouvée, d'Étienne Daho
  - Løve, de Julien Doré

- 2015 : Alain Souchon & Laurent Voulzy, d'Alain Souchon et Laurent Voulzy
  - Chaleur Humaine, de Christine and the Queens
  - Les Feux d'artifice, de Calogero

- 2016 : De l'amour, de Johnny Hallyday[1]
  - Des ombres et des lumières, de Fréro Delavega
  - Older, de Yael Naim

- 2017 : Palermo Hollywood, de Benjamin Biolay
  - &, de Julien Doré
  - L'Attrape-rêves, de Christophe Maé

- 2018 : Géopoétique, d'MC Solaar
  - Brigitte - Nues
  - Albin de la Simone - L’un de nous

- 2019 : En amont, d'Alain Bashung
  - Chris de Christine and the Queens
  - Le Désordre des choses d' Alain Chamfort